# Greg Gianforte
Pour les articles homonymes, voir Gianforte.
Gregory Richard Gianforte, dit Greg Gianforte, né le 17 avril 1961 à San Diego (Californie), est un homme politique américain, membre du Parti républicain et gouverneur du Montana depuis le 4 janvier 2021. Il représente auparavant le Montana à la Chambre des représentants des États-Unis de 2017 à 2021.

## Biographie
Greg Gianforte obtient un baccalauréat en ingénierie électrique et un master en science informatique de l'institut de technologie Stevens, dont il sort diplômé en 1983. Il fonde une société spécialisée dans les logiciels, RightNow Technologies (en). Il revend son entreprise à Oracle pour 1,5 milliard de dollars.
En 2016, il se présente aux élections de novembre pour le poste de gouverneur du Montana, face au démocrate sortant Steve Bullock. Alors que Donald Trump remporte l'État avec 20 points d'avance sur Hillary Clinton, Greg Gianforte est devancé de 4 points par Steve Bullock.
Après la démission de Ryan Zinke, nommé secrétaire à l'Intérieur, Greg Gianforte se présente à la Chambre des représentants des États-Unis dans l'unique circonscription du Montana. Les républicains dépensent environ 5,6 millions de dollars, essentiellement en publicités négatives contre le candidat démocrate, le chanteur Rob Quist (en). Les différents groupes démocrates ne dépensent qu'environ 1 million, Gianforte étant donné en tête dans les sondages. La veille de l'élection, Gianforte agresse physiquement un journaliste du Guardian,, alors que celui-ci lui pose une question sur la réforme de l'assurance maladie. Après cette agression, trois des principaux journaux du Montana (The Missoulian, The Billings Gazette et The Independent Record) retirent leur soutien à Gianforte. Cependant, près de la moitié des électeurs ont déjà voté par anticipation,. Le 25 mai 2017, Gianforte est élu représentant avec environ 50 % des suffrages, devant Rob Quist (44 %) et un candidat libertarien (6 %). Le soir de son élection, il s'excuse auprès du journaliste agressé,. Il est réélu en novembre 2018 face à la démocrate Kathleen Williams.
Lors de la primaire du 2 juin 2020, il est désigné candidat républicain au poste de gouverneur du Montana pour l'élection du 3 novembre suivant. Il est élu en totalisant 54,1 % des voix face au démocrate Mike Cooney qui obtient lui 42,1 %. Il prend ses fonctions le 4 janvier 2021.
En janvier 2024, il annonce sa candidature à un second mandat lors de l'élection de novembre. Il remporte la primaire républicaine du 4 juin face à Tanner Smith, élue de la Chambre des représentants du Montana qui lui reproche un positionnement trop modéré. Il sort ensuite vainqueur de l'élection générale du 5 novembre contre le démocrate Ryan Busse.

## Positions politiques
Greg Gianforte est créationniste. Il est opposé à l'avortement et au mariage homosexuel.
Il fait partie des républicains ayant « accéléré une bascule idéologique dans son parti », choisissant de s'inscrire dans une « guerre culturelle » contre les démocrates, en particulier sur les questions liées aux minorités sexuelles et à l'avortement. Ses détracteurs lui reprochent d'avoir contribué à éliminer des débats politiques au Montana les questions sociales comme le logement ou l’éducation.

## Vie privée
Passionné de chasse, Greg Gianforte défraie régulièrement la chronique pour avoir tué un puma ou un loup noir.